# 颂猜·旺沙瓦
頌猜·旺沙瓦（皇家轉寫：Somchai Wongsawat；1947年8月31日—），第26任泰國總理，所屬黨派為人民力量黨。生於泰国洛坤府，曾擔任泰國教育部部長、副首相、代首相等職務，於2008年9月9日在國會下議院會議上當選為首相。2008年12月2日，在泰国宪法法院就大选舞弊案作出的判决中，被禁止5年内参政。
頌猜·旺沙瓦是前泰国总理塔克辛的妹夫和盈拉的姐夫，其長女為下議院議員。
此外，頌猜·旺沙瓦亦是與柬埔寨暹粒省华人参议员江祥南结为亲家，與東南亞各國的華僑也相當有緣。

## 履歷
- 1970年畢業於曼谷法政大學
- 1973年成為訟務律師
- 2002年擔任國立發展行政學院—— 公共管理學教師
- 1974年被任命為助理審判官
- 1975年成為正審判官
- 1986年被任命為攀牙府法院首席法官
- 1993年成為二區上訴法庭審理員
- 1997年成為該庭首席審理員
- 1998年獲提拔為內閣成員，任命司法部副常務秘書
- 1996年11月到2006年3月被任命泰国司法部常務秘書
- 2006年3月到2007年被任命泰国勞工部常務秘書
- 2007年成為泰国眾議院議員——代表南邦府。
- 2008年出任沙馬內閣副首相兼教育部長。[4][5]
- 2008年9月18日——擔任泰國首相
- 2008年12月2日——泰國憲法法庭裁定頌猜所屬的人民力量黨在選舉中舞弊並需要解散，頌猜5年內都不可參政。

## 关联条目
- 2006年泰國軍事政變
- 2008年泰國政治危機